# Мальтипу

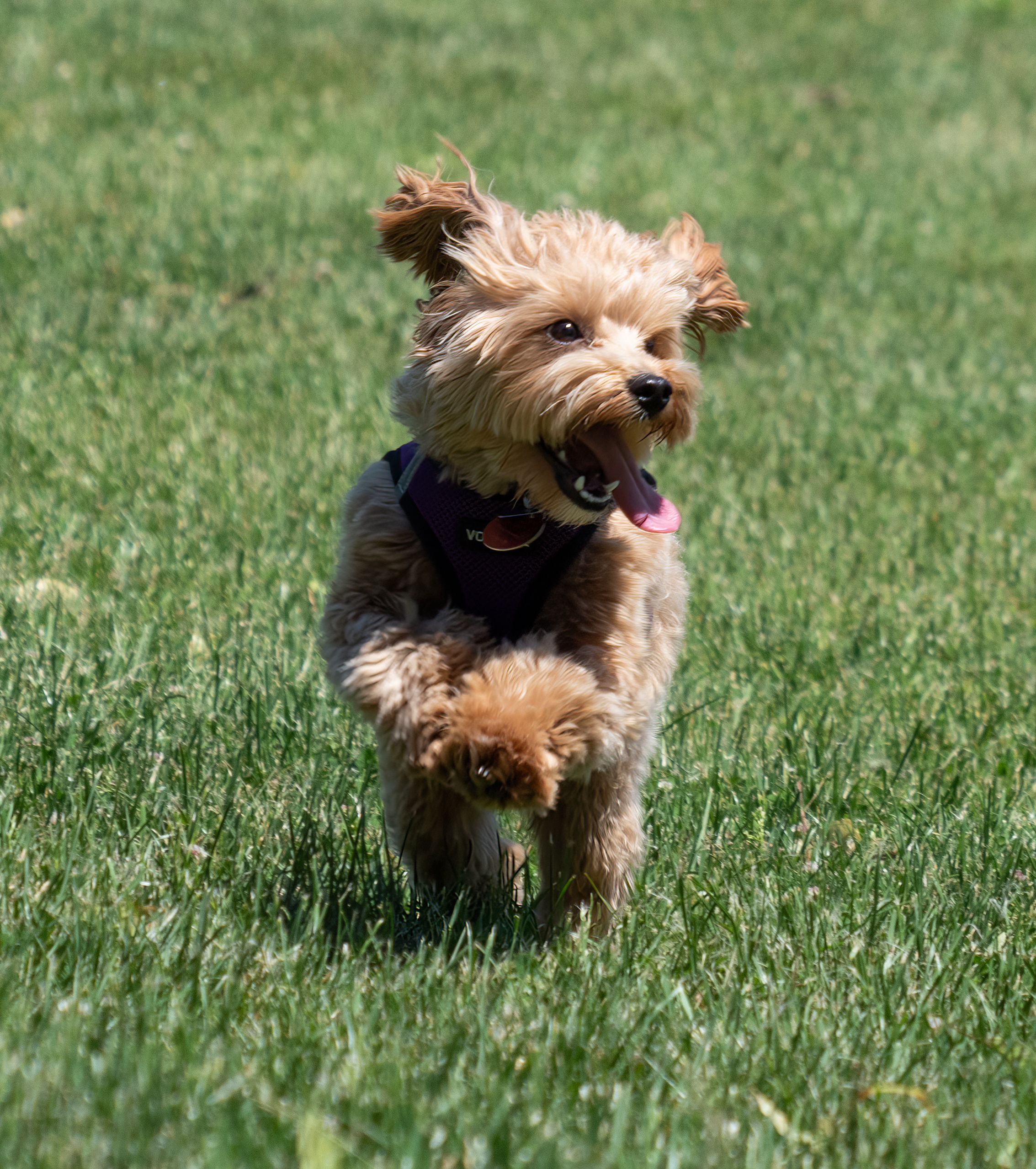
Мальтипу в стрибку

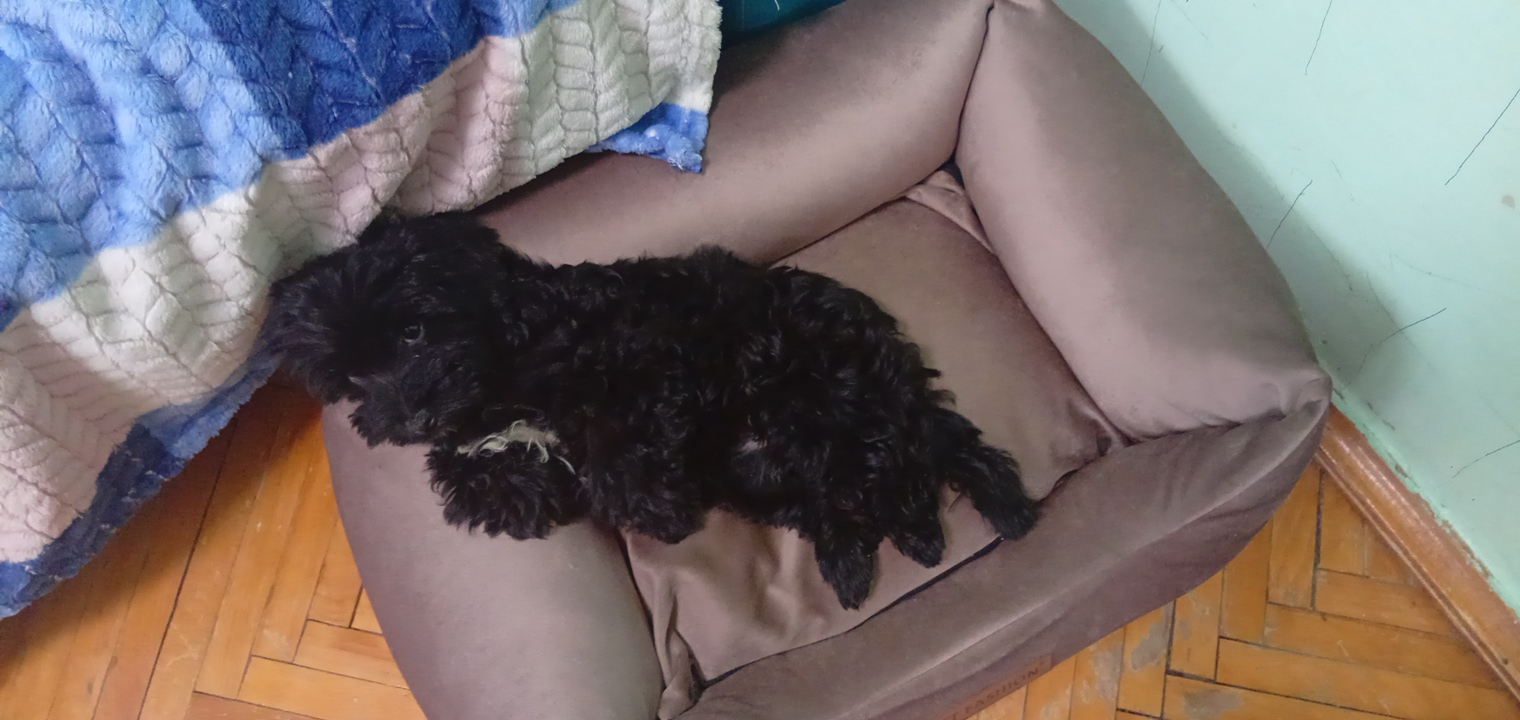
Чорне цуценя мальтипу у віці 4 місяців

Мальтипу (англ. Maltipoo) — помісь собачих порід мальтеза і пуделя.

## Історія
Це відносно нова помісь, виведена в Північній Америці в 1990-х роках. Належить до так званих «дизайнерських» собак, отриманих шляхом експериментальної селекції з метою покращення характеристик порід батьків.
Міжнародні кінологічні асоціації, включно з Міжнародною кінологічною федерацією не визнають мальтипу породою собак. Відповідно, для характеристик мальтипу не існує загальновизнаних міжнародних стандартів. Через відсутність контролю часто для їх розведення використовують собак, які не мають племінної цінності або не допущені до офіційної племінної роботи. Виведені таким чином собаки можуть мати серйозні генетичні відхилення. Нерідко метисів утримують в поганих умовах на так званих «фермах цуценят», де вони стають лише інструментом для заробітку.

## Опис

### Характеристики
Вага мальтипу коливається від 2,5 кг до 9 кг. Висота у загривку — 15-35 см.

### Колір
Мальтипу можуть мати різноманітний окрас — білий, сріблястий, кремовий, персиковий, коричневий та навіть чорний. Зустрічаються також мармурові та дво- або трикольорові окраси.

### Шерсть
Шерсть може бути трьох видів:
- Шовковиста з прямими волосками, гладка. Щільність покриву може варіюватися від рідкого до дуже густого. Складного догляду не вимагає, достатньо регулярної стрижки.

- Кучерява з пружними кучерями. Потребує регулярного догляду, оскільки схильна до утворення ковтунів.

- Хвиляста з жорсткою структурою волосків[5].

### Гібридизація
Розглядають такі покоління гібридизації мальтипу:
- Покоління F1 народжуються в результаті схрещування чистокровних мальтеза і пуделя. Внаслідок гетерозису, основний ефект переваги помісі, зокрема щодо здоров'я, тривалості життя, гіпоалергенної шерсті, дружелюбності і т. д. спостерігається у цьому поколінні. Цуценята цього покоління також вважаються набагато симпатичнішими за наступні покоління.
- Покоління F2 народжуються в результаті схрещування двох мальтипу покоління F1. Подібні схрещування можуть призводити до непередбачуваних комбінацій характеристик мальтеза і пуделя. У багатьох собак F2 спостерігається традиційне сезонне линяння, їхня шерсть не гіпоалергенна[2].
- Покоління F3 народжуються в результаті схрещування двох мальтипу покоління F2. Представники цього та наступних поколінь часто не мають переваг якостей своїх предків і не користуються популярністю для розведення[5].

Покоління F1a і F1b виводяться шляхом схрещування мальтипу F1 і чистокровного мальтеза (а) або пуделя (b). В результаті отримується гібрид зі зсувом до мальтеза чи пуделя з властивими цій породі якостями.

## Характер
Мальтипу — розумні та грайливі собаки, які не мають надмірної енергійності, характерної для деяких інших порід. Для підтримання фізичної активності їм достатньо щоденних прогулянок і коротких ігор на подвір'ї. Є відданими компаньйонами, які сильно прив'язуються до своїх власників. За словами колишньої президентки Американської асоціації лікарень для тварин (AAHA) Пем Ніколс, ці собаки нерідко намагаються виконувати роль сторожового пса, голосно гавкаючи при появі незнайомих звуків або людей, попри свої компактні розміри.
Мальтипу прагнуть радувати своїх власників і добре піддаються навчанню за допомогою позитивного підкріплення. Завдяки правильному вихованню вони можуть зберігати грайливий характер протягом усього життя.

## Здоров'я
Оскільки мальтипу є результатом схрещуванням пуделя та мальтеза, вона може успадковувати захворювання цих порід. Хвороби, які найчастіше діагностуються у мальтипу: епілепсія, гіпоглікемія, панкреатит, портосистемний печінковий шунт, вади серця, сальний аденіт, синдром Шейкера. Також у тварин може виникати прогресуюча атрофія сітківки, що призводить до часткової чи повної втрати зору.
Середня тривалість життя мальтипу складає 12-16 років.

### Догляд
Мальтипу рекомендовано купати кожних 2-4 тижні, стригти 2-3 рази на рік.
Вигулювати цуценя мальтипу потрібно щодня по 3-4 рази, дорослу собаку — 2 рази, інакше тварина виростає в депривації, тобто збідненному довколишньому середовищі, що може призвести до порушень розвитку процесів вищої нервової діяльності.